# Kallojaure (Gällivare socken, Lappland, 749581-164141)
Kallojaure är en sjö i Gällivare kommun i Lappland och ingår i Luleälvens huvudavrinningsområde. Sjön har en area på 0,475 kvadratkilometer och ligger 593,9 meter över havet. Kallojaure ligger i Sjaunja Natura 2000-område. Sjön avvattnas av vattendraget Luottojåkkå (Tåresjåkkå).

## Delavrinningsområde
Kallojaure ingår i det delavrinningsområde (749591-164083) som SMHI kallar för Inloppet i Hapakjaure. Medelhöjden är 595 meter över havet och ytan är 10,52 kvadratkilometer. Räknas de 5 avrinningsområdena uppströms in blir den ackumulerade arean 61,77 kvadratkilometer. Luottojåkkå (Tåresjåkkå) som avvattnar avrinningsområdet har biflödesordning 3, vilket innebär att vattnet flödar genom totalt 3 vattendrag innan det når havet efter 346 kilometer. Avrinningsområdet består mestadels av skog (46 procent) och öppen mark (43 procent). Avrinningsområdet har 0,68 kvadratkilometer vattenytor vilket ger det en sjöprocent på 6,5 procent.